# Eadberht (roi de Northumbrie)
Pour les articles homonymes, voir Eadbert.
Eadberht (mort le 19 ou le 20 août 768) est roi de Northumbrie de 737 à 758.

## Biographie
L'ascendance d'Eadberht est retracée jusqu'à Ida, le fondateur semi-légendaire du royaume de Bernicie, dans les manuscrits généalogiques de la « Collection anglienne ». Il est le fils d'Eata et le petit-fils de Leodwald. Cette famille, qu'elle ait été ou non rattachée a posteriori à la maison royale de Northumbrie, accède au trône en 716, avec l'avènement de Cenred, qui est le fils de Cuthwine, un autre fils de Leodwald. En 737 (ou 738 d'après les calculs de D. P. Kirby), le successeur de Cenred, son frère Ceolwulf, abdique pour devenir moine à Lindisfarne, apparemment de son plein gré. Il lègue le trône à son cousin germain Eadberht.
Contrairement au pacifique Ceolwulf, Eadberht est un roi-guerrier qui semble vouloir poursuivre l'œuvre des rois du VIIe siècle comme Oswald et Oswiu, bien que l'absence de sources écrites du calibre de l'Histoire ecclésiastique du peuple anglais de Bède le Vénérable rende plus obscure la personnalité d'Eadberht et son règne. Ses ambitions impériales se traduisent par plusieurs campagnes militaires vers le Nord. En 740, alors qu'il guerroie contre les Pictes, Æthelbald de Mercie profite de son absence pour dévaster la Northumbrie. Dix ans plus tard, en 750, Eadberht conquiert la plaine de Kyle sur les Bretons du royaume de Strathclyde. En 756, il s'attaque à nouveau au Strathclyde aux côtés du roi picte Óengus, mais après avoir assiégé la capitale bretonne de Dumbarton, son armée est quasiment anéantie à Newburgh, près de Hexham,.
Au sein de son royaume, Eadberht collabore étroitement avec son frère, l'archevêque d'York Ecgberht. Il réforme la frappe monétaire par l'émission de nouvelles pièces en argent, dont certaines portent leurs deux noms. Les deux hommes s'efforcent également de réduire la place prépondérante de l'Église comme propriétaire terrienne, mais le pape Paul Ier leur écrit pour exiger qu'ils rendent des terres prises à l'abbé Fothred. Le règne d'Eadberht est également marqué par l'élimination de plusieurs rivaux dynastiques. En 740, il fait exécuter Earnwine, le fils d'Eadwulf, et en 750, il assiège l'église de Lindisfarne et jette en prison l'évêque Cynewulf afin d'obtenir la reddition d'Offa, le dernier fils du roi Aldfrith, qui lui avait demandé asile,.
Eadberht abdique de son plein gré en faveur de son fils Oswulf en 758. Il embrasse une carrière monastique à York, où il meurt le 19 ou le 20 août 768.